# Stephanos I. Sidarouss
Stephanos I. Kardinal Sidarouss CM (* 22. Februar 1904 in Kairo, Ägypten; † 23. August 1987 ebenda) war Patriarch von Alexandria der koptisch-katholischen Kirche und Kardinal der Römisch-katholischen Kirche. 

## Leben und kirchlicher Werdegang

### Frühe Jahre und Priestertum
Stephanos trat in die Ordensgemeinschaft der Lazaristen ein und lebte in Frankreich, hier nahm er sein Studium auf. Er empfing am 22. Juli 1939 in der Kathedrale von Dax – Dax ist der Geburtsort des Ordensgründers der Lazaristen Vinzenz von Paul – die Priesterweihe. Von 1939 bis 1946 war er Schüler im Ordensseminar in Évreux und nahm am Scholastikunterricht in Dax sowie in Montmagny (Val-d’Oise) teil. Von 1946 bis 1947 war er Direktor des Instituts für die koptisch-katholische Kirche in Tantah (Ägypten).

### Bischofsamt und Patriarch von Alexandria
Am 9. August 1947 erhielt Stephanos Sidarouss die Ernennung zum Titularbischof von Sais und wurde zum Weihbischof in Alexandria berufen. Die Bischofsweihe spendete ihm am 25. Januar 1948 Patriarch Markos II. Khouzam, Mitkonsekratoren waren Alexandros Scandar, Bischof von Assiut, und Pietro Dib, maronitischer Bischof von Kairo.
Am 10. Mai 1958 wurde Stephanos Sidarouss zum koptisch-katholischen Patriarchen von Alexandrien gewählt. Am 22. Februar 1965 wurde er durch Papst Paul VI. zum Kardinal erhoben und erhielt am 25. Februar die Kardinalsinsignien.
In seiner Amtszeit nahm Sidarouss an den vier Sitzungsperioden des Zweiten Vatikanischen Konzils teil. Er widersetzte sich beim Konzil der dort beschlossenen Neuausrichtung des Verhältnisses von Christen und Juden und lehnte infolgedessen die Erklärung Nostra aetate ab.
Während der Bischofssynode der koptisch-katholischen Kirche im Jahre 1971 vertrat Sidarouss die Beibehaltung des Zölibats für die koptischen Priester. 1978 nahm er an den beiden Konklave zur Wahl von Papst Johannes Paul I. und Papst Johannes Paul II. teil.
Sidarouss war Hauptkonsekrator von Bischof Youhanna Kabes (Weihbischof in Alexandria), Bischof Stephanos II. Ghattas CM (sein späterer Nachfolger), Bischof Athanasios Abadir (Weihbischof in Alexandria), Bischof Antonios Naguib (späterer Patriarch von Alexandria), Bischof Yousannés Malak (Weihbischof in Luxor) und Bischof Aghnatios Elias Yaacoub SJ (Bischof von Luxor). Als Mitkonsekrator wirkte er bei den Bischofsweihen von Erzbischof Isaac Ghattas (Bischof von Luxor), Erzbischof Paul Nousseir (Bischof von Minya) und Bischof Youhanna Nueir OFM (Weihbischof in Luxor) mit. 
Aus Altersgründen ging Stephanos Sidarouss am 24. Mai 1986 mit päpstlicher Erlaubnis in den Ruhestand und war bis zu seinem Tod am 23. August 1987 emeritierter Patriarch von Alexandria.